# Nelone privata
Nelone privata är en fjärilsart som beskrevs av Köhler 1923. Nelone privata ingår i släktet Nelone och familjen Riodinidae. Inga underarter finns listade i Catalogue of Life.